# Управление компьютерной сетью
Управление компьютерной сетью — выполнение множества функций необходимых для контроля, планирования, выделения, внедрения, координации и мониторинга ресурсов компьютерной сети.
Как правило, этот термин применяют к крупномасштабным компьютерным сетям, сетям связи,
обозначая сопровождение и администрирование этих сетей на верхнем уровне.
Оно включает в себя выполнение таких функций как начальное сетевое планирование, распределение частот, предопределение маршрутов трафика для поддержки балансировки нагрузки, распределение криптографических ключей, управление конфигурацией, отказоустойчивостью, безопасностью, производительностью и учётной информацией.
Международная организация по стандартизации описала FCAPS модель, в которой отражены ключевые функции администрирования и управления сетями:
- (F) Fault Management / Управление отказами
- (C) Configuration Management / Управление конфигурацией
- (A) Accounting Management / Учёт работы сети
- (P) Performance Management / Управление производительностью
- (S) Security Management / Управление безопасностью

Задачи управления отказами — выявление, определение и устранение последствий сбоев и отказов в работе сети.
Управление конфигурацией состоит в конфигурировании компонентов сети, включая их местоположение, сетевые адреса и идентификаторы, управление параметрами сетевых операционных систем, поддержание схемы сети: также эти функции используются для именования объектов.
Учёт работы сети включает регистрацию и управление используемыми ресурсами и устройствами. Эта функция оперирует такими понятиями как время использования и плата за ресурсы.
Управление производительностью служит для представления статистики работы сети в реальном времени, минимизации заторов и узких мест, выявления складывающихся тенденций и планирования ресурсов для будущих нужд.
Управление безопасностью — включает в себя контроль доступа, сохранение целостности данных и журналирование. В функции входит процедура аутентификации, проверки привилегий, поддержка ключей шифрования, управления полномочиями. К этой же группе можно отнести важные механизмы управления паролями, внешним доступом, соединения с другими сетями.
Определенные наборы этих функций в той или иной степени реализованы в продуктах разработчиков средств администрирования и управления.
Существует большое количество протоколов, обеспечивающих управление сетью и сетевыми устройствами.
Наиболее известные среди них: SNMP, WMI, CMIP, WBEM, Common Information Model, Transaction Language 1, NETCONF
и Java Management Extensions.
Некоторые системы управления сетью:
- HP OpenView Network Node Manager (NNM);
- IBM Tivoli Netview;
- OpenNMS.

## Инструменты
- NetCracker
- The NOC Project
- Infosim StableNet
- NetDecision NMS
- Orange System Equipment Manager
- ProLAN-Эксперт
- ЭЗАН-QPort
- Fluke Networks — Visual Performance Manager
- dopplerVUE
- AggreGate Network Manager
- SmartSwitch NMS
- Kraftway System Manager